# Gabriel Pascal
Gabriel Pascal (4 de junio de 1894 – 6 de julio de 1954) fue un productor y director cinematográfico húngaro.
Pascal fue el primer productor cinematográfico en adaptar con éxito las obras de George Bernard Shaw al cine. Su producción de mayor fama fue Pigmalión, gracias a la cual Pascal fue nominado al Premio Oscar. Pigmalión fue más adelante adaptado por Alan Jay Lerner y Frederick Loewe para hacer el musical My Fair Lady. Pascal había intentado convencer a Shaw para hacer de Pygmalion un musical, pero Shaw lo prohibió expresamente, habiendo ya pasado una mala experiencia con la opereta The Chocolate Soldier, basada en la obra de Shaw El hombre y las armas. Pascal falleció en 1954, y no fue hasta 1956 que Pigmalión se reconvirtió en My Fair Lady.

## Primeros años
Nacido en la comunidad de Arad, en aquel momento perteneciente al Imperio austrohúngaro y actualmente a Rumanía, Pascal ideó el nombre artístico por el que fue conocido, no sabiéndose cuál era el suyo real. Se sabe muy poco de los primeros años de Pascal. Afirmaba que había sido un huérfano al que se habían llevado de un edificio incendiado, y que había sido criado por gitanos antes de terminar en un orfanato. Además, decía que los gitanos le habían enseñado a mendigar, robar y hacer trucos acrobáticos. No está claro qué partes de estos fabulosos relatos de su infancia son ciertas, ya que no hay fuentes fiables sobre su vida con anterioridad a los 17 años de edad, momento en el que entró en la academia militar de Holíč gracias a un misterioso religioso Jesuita. Pascal, que decididamente no era apto para la vida militar, se interesó por el teatro y estudió en la Academia del Burgtheater de Viena, Austria. Posteriormente su interés abarcó al entonces relativamente reciente medio cinematográfico, rodando diferentes filmes en Alemania e Italia con un éxito desigual.
Pascal tuvo un hijo, Peter, concebido en Alemania con Elsie, la hermana de su patrona. Pascal huyó a los Países Bajos y, tras finalizar la Segunda Guerra Mundial, Pascal volvió a Alemania para buscar a su hijo. Sin embargo, Peter figuraba entre los miembros desaparecidos de las Juventudes Hitlerianas, y Elsie había sido muerta por una bomba.

## Carrera inicial
Siendo joven, Pascal encontró trabajo cuidando caballos en Hungría, y llevándolos a diario a abrevar a un arroyo, Pascal se habituó a montar desnudo y a pelo, y un día accidentalmente coincidió con el plató al aire libre de una producción de cine mudo, siendo "descubierto" gracias a ello. El director le pidió que cabalgara ante las cámaras, y se sumó al grupo, trabajando al poco tiempo en sus propias películas.
Pascal tuvo otro feliz encuentro. Siendo joven paseaba a orillas del Mar Mediterráneo y conoció a un hombre mayor, George Bernard Shaw, que estaba nadando. Iniciaron una conversación y acabaron entablando amistad. Shaw estaba impresionado por el entusiasmo artístico de Pascal y le invitó a visitarle. Esta casualidad jugó un papel de gran importancia en la carrera posterior de Pascal. 
Pascal empezó su carrera como productor de películas mudas en Italia para su distribución en Alemania por medio de Universum Film AG, en Berlín. Su debut como director tuvo lugar con Populi Morituri, producción en la cual también actuaba. Más adelante produjo comedias en Alemania, siendo la más famosa de ellas el film de humor negro Unheimliche Geschichten (1932), dirigido por Richard Oswald. La historia contenía elementos de los relatos de Edgar Allan Poe El sistema del Dr. Tarr y el profesor Fether y El gato negro, y de la obra de Robert Louis Stevenson El club de los suicidas. Es considerado por algunos críticos como un olvidado film clásico del cine de terror de los primeros años del sonoro.

## Meher Baba
En 1934, durante un viaje a Hollywood, California, se puso en contacto con Pascal Norina Matchabelli (esposa de un fabricante de perfumes) para hablar de un proyecto cinematográfico basado en las enseñanzas del gurú Shri Meher Baba. Pascal se involucró en el proyecto, contratando a los guionistas Hy Kraft y Karl Vollmöller y viajando a la India para hablar del film con Meher Baba. Cuando Pascal llegó a la India, sin embargo, Meher Baba no tenía prisa en completar la película, y le invitó a viajar con él por el país. Pascal aceptó con energía la austera vida del asceta, llegando incluso a despojarse de su vestimenta occidental para uitilizar. Simpatizó con Meher Baba y mantuvo correspondencia con él a lo largo de toda su vida. Meher Baba llamaba a Pascal su "Phoenix" y su "Pantera Negra."
Ambos hombres se encontraron por última vez en Scarsdale (Nueva York) en 1952. Incluso en esa reunión final se habló de filmes que Pascal había planeado producir para Meher Baba.

## Últimos años de carrera
Con el tiempo Pascal volvió a Estados Unidos con la decisión de seguir trabajando en el cine. Tras pasar un tiempo en San Francisco (California), pensó en la posibilidad de contactar con George Bernard Shaw, en aquel momento el dramaturgo en lengua inglesa de mayor fama en el mundo, y a quien ya conocía de antemano. Finalmente viajó a Inglaterra, convenciendo al escritor para darle derechos de sus obras, y rodando así Pigmalión (1938), film que cosechó un enorme éxito internacional, tanto crítico como financiero. A Pygmalion le siguió Major Barbara (1941), película que dirigió y produjo. Major Barbara fue rodada en Londres durante los bombardeos de la Segunda Guerra Mundial. Mientras duraban los ataques, el equipo de rodaje había de ir a los refugios. A pesar de ello, Pascal nunca paró la producción, y el film se completó en el tiempo previsto. 
Sin embargo, Pascal se fue haciendo cada vez más extravagante, perdiendo finalmente su credibilidad con Caesar and Cleopatra (1945), el film británico más costoso rodado hasta entonces, y que fue un fracaso artístico y comercial, aunque hoy en día se haya revalorizado. Pascal insistía en importar arena de Egipto para conseguir los colores cinematográficos adecuados para su extravaganza. Por otra parte, Shaw, tras el éxito de Pygmalion, obra que había sido recortada para su adaptación cinematográfica, empezó a negarse a aceptar que se modificaran sus obras.
Pascal aún produjo una nueva película, Androcles and the Lion, en 1952. Sin embargo, para entonces ya estaba enfermo de cáncer.
Gabriel Pascal falleció en la ciudad de Nueva York en 1954.

## Premios y distinciones
Premios Óscar
| Año  | Categoría      | Película  | Resultado |
| ---- | -------------- | --------- | --------- |
| 1939 | Mejor película | Pigmalión | Nominado  |